# Atzing (Gemeinde Hürm)
Atzing ist eine Ortschaft und eine Katastralgemeinde der Gemeinde Hürm im Bezirk Melk in Niederösterreich.

## Geografie
Der Weiler liegt rechts des Hürmbaches knapp unterhalb von Hürm. Zur Katastralgemeinde zählt auch der Hürmhof an der linken Seite des Hürmbaches.

## Siedlungsentwicklung
Zum Jahreswechsel 1979/1980 befanden sich in der Katastralgemeinde Atzing insgesamt 10 Bauflächen mit 6.175 m² und 11 Gärten auf 22.013 m², 1989/1990 gab es 10 Bauflächen. 1999/2000 war die Zahl der Bauflächen auf 10 angewachsen und 2009/2010 bestanden 14 Gebäude auf 21 Bauflächen.

## Geschichte
Im Jahr 1822 wurde der Ort als Dorf mit elf Häusern genannt, das nach Hürm eingepfarrt war, wohin auch die Kinder eingeschult wurden. Die Herrschaft Schallaburg besaß die Ortsobrigkeit und übte die Landgerichtsbarkeit aus. Die Konskription besorgte die Herrschaft Sooß. Die Untertanen und Grundholde des Ortes gehörten den Herrschaften Schallaburg und Sitzenthal. Laut Adressbuch von Österreich waren im Jahr 1938 in Atzing mehrere Landwirte mit Direktvertrieb ansässig.

## Bodennutzung
Die Katastralgemeinde ist landwirtschaftlich geprägt. 71 Hektar wurden zum Jahreswechsel 1979/1980 landwirtschaftlich genutzt und 5 Hektar waren forstwirtschaftlich geführte Waldflächen. 1999/2000 wurde auf 73 Hektar Landwirtschaft betrieben und 5 Hektar waren als forstwirtschaftlich genutzte Flächen ausgewiesen. Ende 2018 waren 71 Hektar als landwirtschaftliche Flächen genutzt und Forstwirtschaft wurde auf 5 Hektar betrieben. Die durchschnittliche Bodenklimazahl von Atzing beträgt 50,4 (Stand 2010).